# 週刊カルチャー・アクション
『週刊カルチャー・アクション』（ウィークリーカルチャー・アクション）は、茨城放送で1997年4月12日から2000年5月27日まで放送されていたランキング形式のラジオ番組。

## 概要
パーソナリティーは渡辺美奈子（当時茨城放送アナウンサー）が担当。書籍・音楽などの1週間のランキングをカウントダウン形式で紹介。
ランキングの発表は「第○位！」のコールの後、渡辺が作品名を発表する形式だった。1位の発表の際にはファンファーレが鳴った（シングルCDの場合はその楽曲が流れた）。

## 放送時間
本番組の放送時間は放送期間中2度変更された。
- 1997年4月12日 - 1998年4月4日 毎週土曜 22:30 - 23:00
  - パーソナリティーの渡辺は前番組『しげのり・みなこのトンガリHot Wave』から続投
- 1998年4月12日 - 1999年3月28日[1] 毎週日曜 12:00 - 12:30
  - 『JRル・トラン広場』が終了したため放送時間を日曜昼に移動
- 1999年4月10日 - 2000年5月27日 毎週土曜 22:35 - 23:00
  - 『かばらのりおのそんなカバラ!!』がリニューアルして平日帯に移動したため再度枠を移動。なお、2000年4月からの2か月間は22:20からの『お誕生日おめでとう』→22:35からの『週刊カルチャー・アクション』→23時からの『エピソードM』と、3番組続けて渡辺アナが担当する番組が続いた。2000年6月より23時台前半枠で『谷理沙のBEAUTIFUL NIGHT』が開始し、『エピソードM』が本番組の時間帯に移動したため、本番組は2000年5月27日の放送をもって打ち切りとなった[2]。